# A-kwartier
Het A-kwartier ligt in het westelijk deel van de binnenstad van Groningen. In dit deel van de binnenstad wonen ongeveer 1400 mensen, verdeeld over ruim 600 woningen.
Deze wijk is een van de oudste delen van de stad met nog een aantal middeleeuwse huizen.
Beeldbepalend is het westelijke deel van de Groninger diepenring met de Hoge en de Lage der A. Aan dit water ligt een aantal voormalige pakhuizen die deels als monument zijn aangewezen. De wijk omvat ook delen van de Rijksuniversiteit Groningen en veel horecagelegenheden. 
Daarnaast vond in dit deel van het centrum lange tijd veel prostitutie plaats en was er sprake van drugsoverlast. Naar aanleiding van de activiteiten van een bewonerscomité besloot de gemeente  om de prostitutie in Groningen te concentreren in een ander deel van de binnenstad, de Nieuwstad. Sinds februari 2016 zijn de prostitutieramen in het gebied gesloten, waarna ook de drugsoverlast drastisch is verminderd.

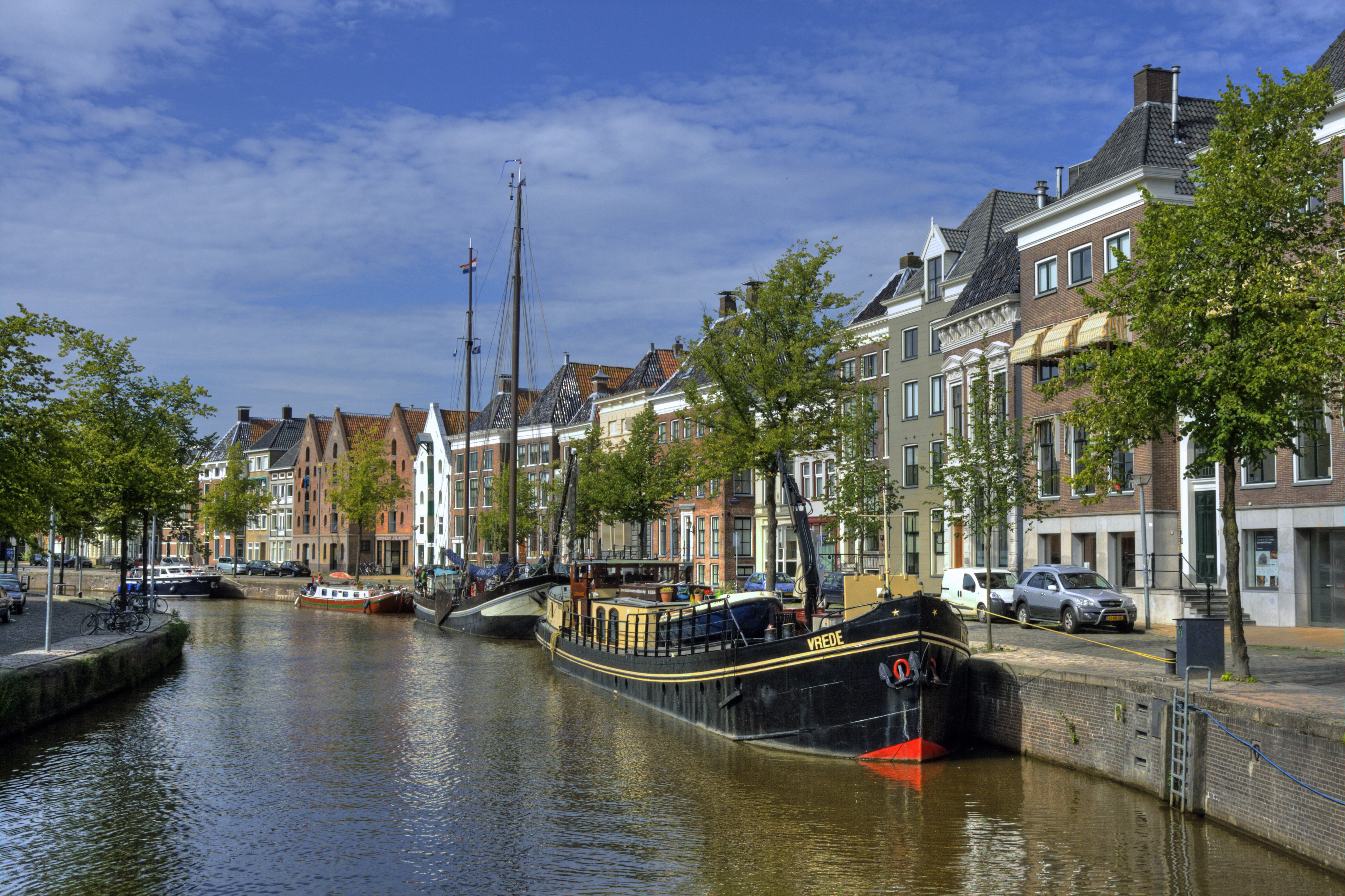
Hoge der A
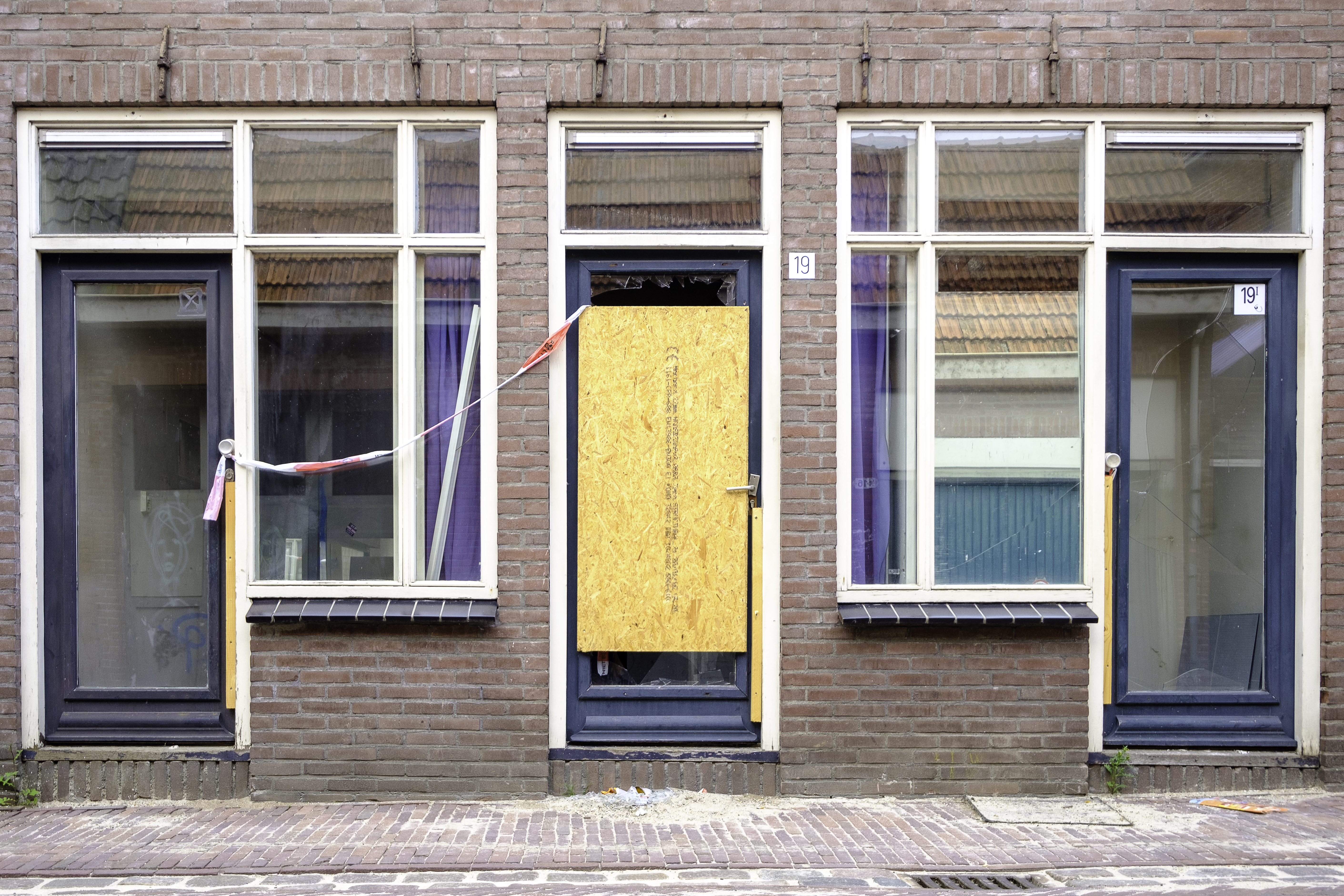
Voormalig prostitutiepand in de Hoekstraat
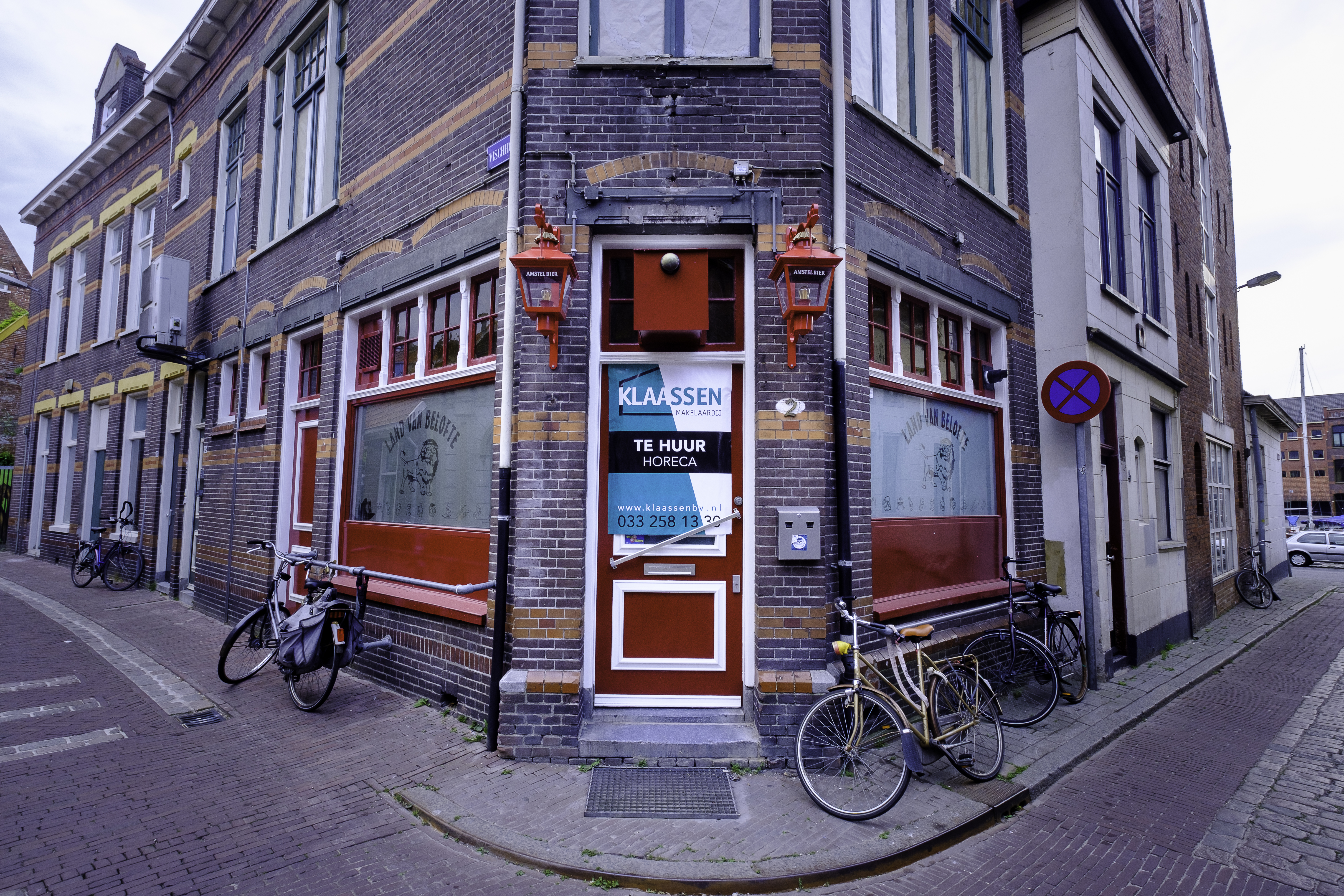
Voormalig café Land van Belofte in de Hoekstraat, dat sloot na de sluiting van de prostitutiezone in het A-kwartier
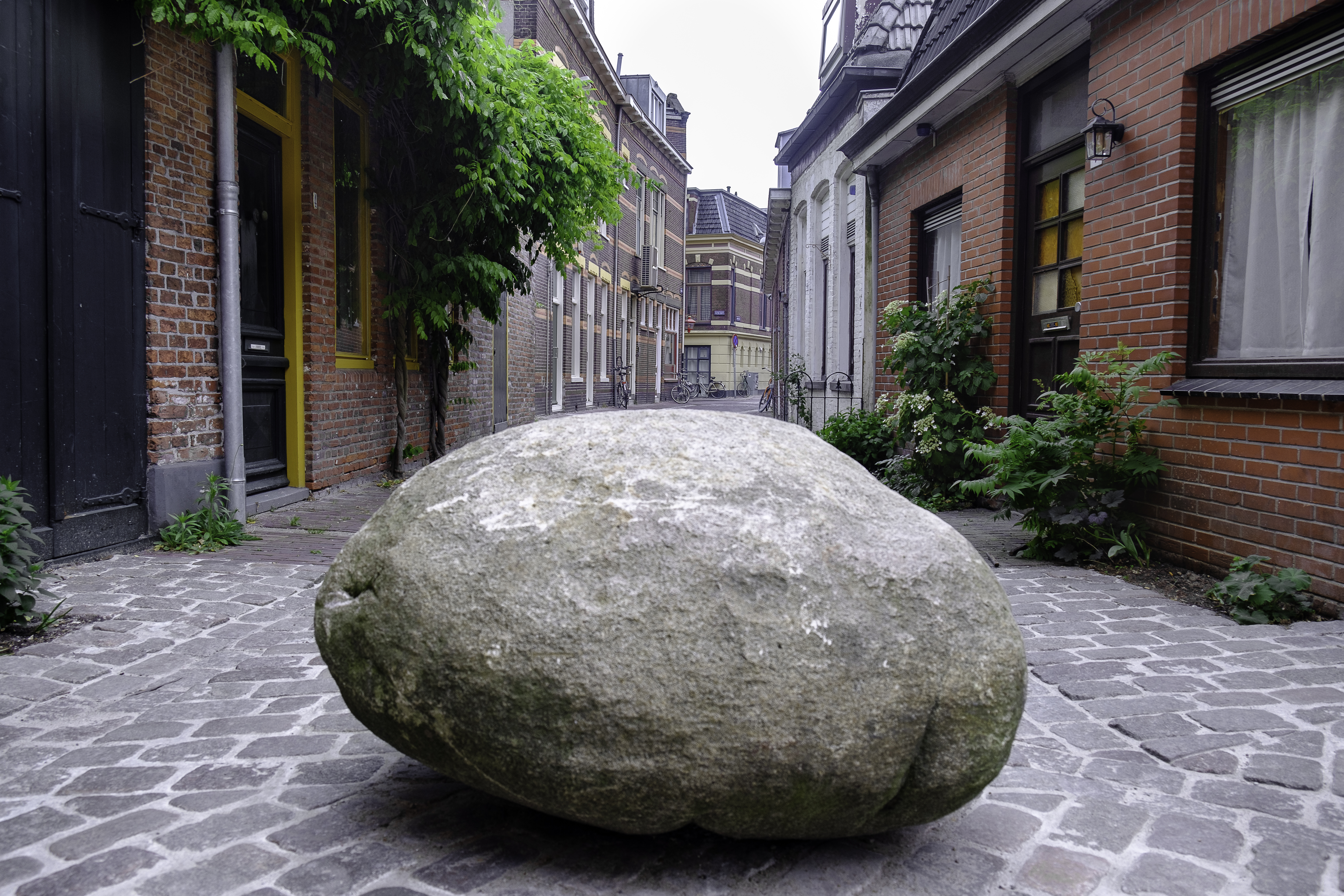
Kei in de Vishoek tegen het inrijden van auto's
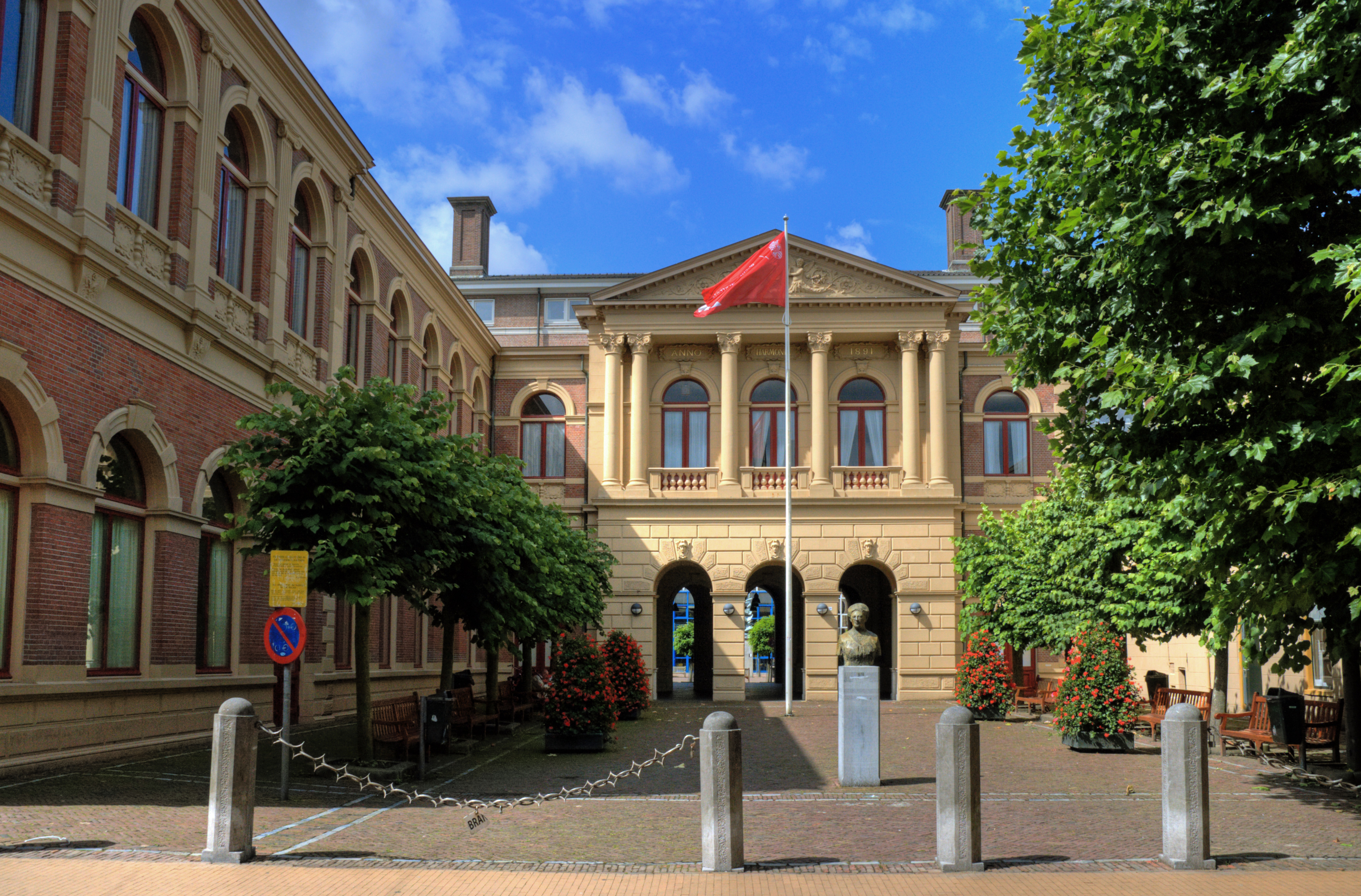
Harmoniegebouw van de Rijksuniversiteit
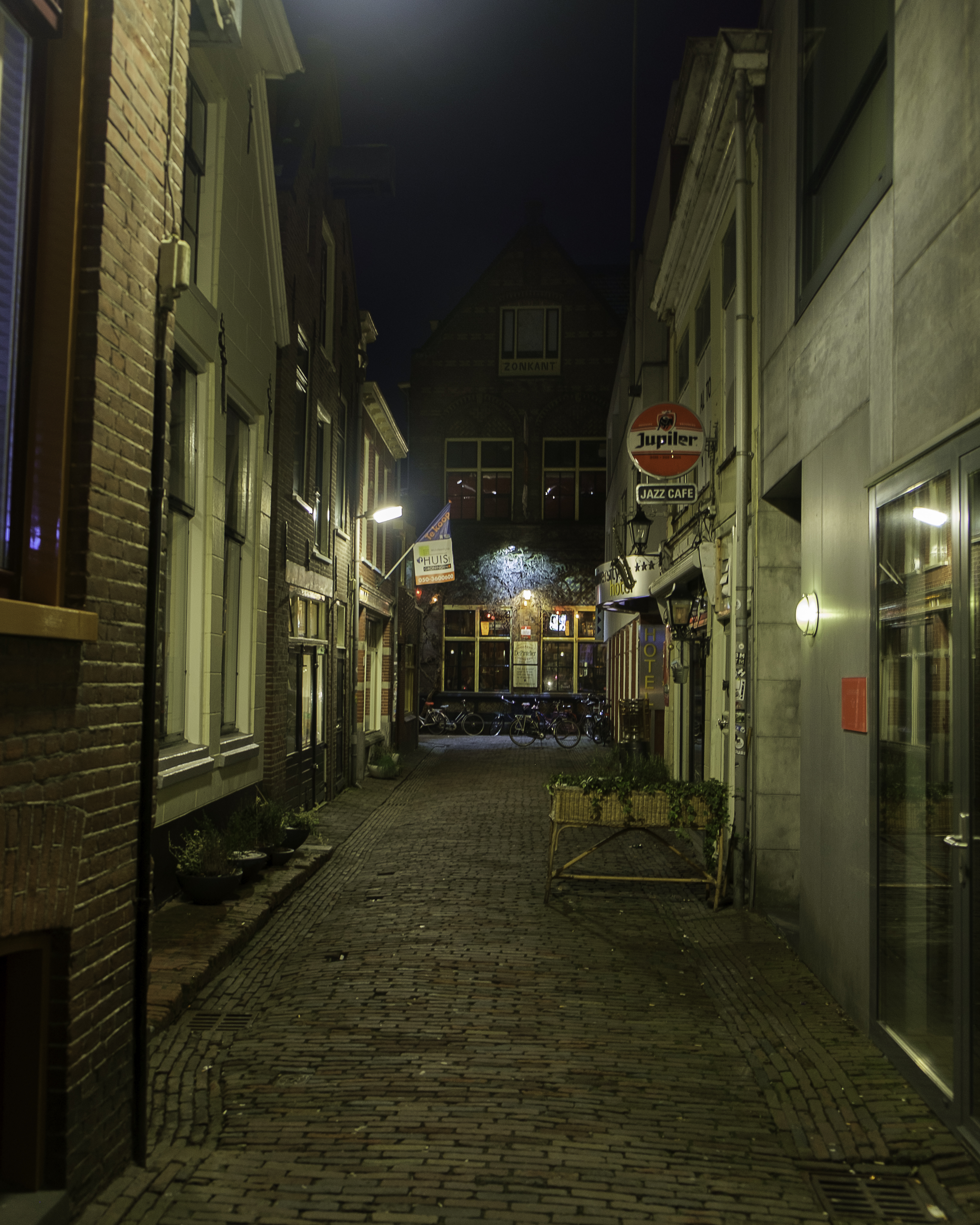
De Kleine Kromme Elleboog vormt een van de horecastraten van  het A-kwartier
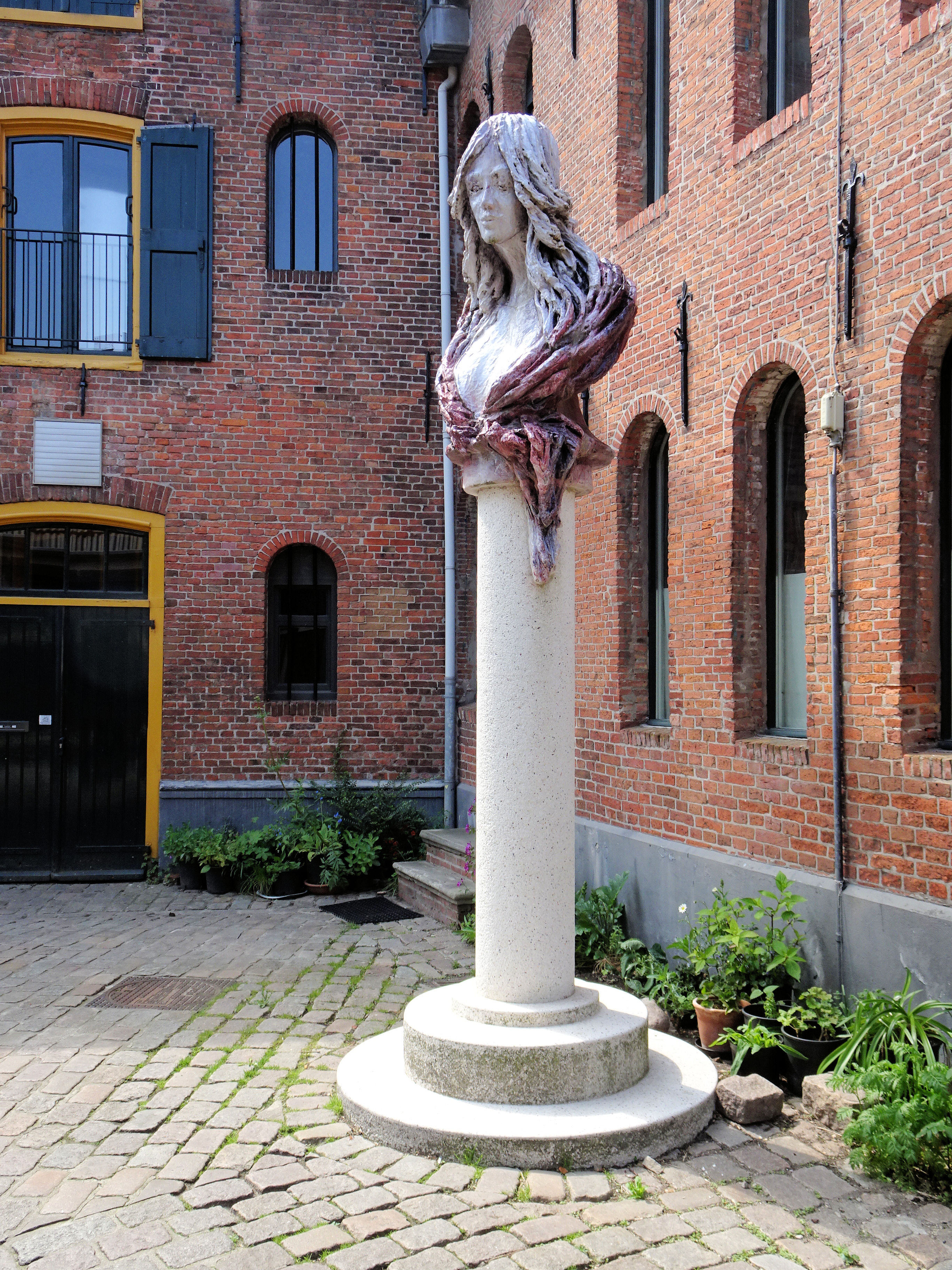
Beeld voor de Vishoek (2018) van Anne Wenzel, als eerbetoon aan de vrouwen die het beeld van het A-kwartier bepaalden

## Bron
- bewonersvereniging A-kwartier

1. ↑  Inclusief het A-kwartier, Academiekwartier, Bisschopskwartier en Ebbingekluft
2. ↑  Inclusief Ruskenveen
3. ↑  Euvelgunne en Roodehaan zijn onderdeel van de MEER-dorpen, maar vallen onder de wijk Zuidoost
4. ↑  Inclusief de subbuurten De Wierden (waaronder het bouwblok Heemwerd), Rietlanden en Reitdiephaven
5. ↑  Voorheen Korrewegwijk genoemd
6. ↑  Voorheen Korrewegbuurt genoemd